# NGC 4130
NGC 4130 في الفهرس العام الجديد، هي مجرة، تقع في كوكبة . اكتشفت بواسطة هاينريش لويس دريست.

## روابط خارجية
- NGC 4130 على موقع ويكي سكاي: DSS2, SDSS, GALEX, IRAS, Hydrogen α, X-Ray, Astrophoto, Sky Map, Articles and images